# Хелена Вали Нортвест (Монтана)
Хелена Вали Нортвест (енгл. Helena Valley Northwest) насељено је место без административног статуса у америчкој савезној држави Монтана.

## Демографија
По попису из 2010. године број становника је 3.482, што је 1.4 (67,2%) становника више него 2000. године.
| Група             | 2000.         | 2010.         |
| Белци             | 1.987 (95,4%) | 3.245 (93,2%) |
| Афроамериканци    | 2 (0,1%)      | 6 (0,2%)      |
| Азијати           | 15 (0,7%)     | 23 (0,7%)     |
| Хиспаноамериканци | 30 (1,4%)     | 105 (3,0%)    |
| Укупно            | 2.082         | 3.482         |